# Човен на мільйон років
«Човен на мільйон років» (англ. The Boat of a Million Years) — це фантастичний роман американського письменника Пола Андерсона, вперше надрукований 1989 року. Роман номінувався на премію «Неб′юла» за найкращий роман 1989 року, премію «Г′юго» за найкращий роман 1990 року і премію «Прометей» за найкращий роман 1990 року.

## Сюжет
У романі описано події, які відбуваються з групою безсмертних у період від давнини до далекого майбутнього. Кожен герой, народжений у різні епохи, протягом життя намагається знайти схожого на себе. Всі вони змушені приховувати свій дар від інших та бути обережним, щоб не загинути від удару в серце. Поступово, безсмертні починають зустрічатись у всьому світі та утворюють громаду на зразок сім'ї.
Безсмертні Норнагест, Ганно, Ту Шан, Патульцій, Аліят, Свобода та інші з'являються на світ у часи від неоліту до середньовіччя. Одні користуються безсмертям для свого задоволення, інші страждають через нього. Аліят звинувачують у чаклунстві, Норнагест вирішує добровільно померти. Безсмертні беруть учать у різних історичних подіях.
У майбутньому існування безсмертних перестало бути таємницею. Однак, вони не можуть знайти собі місця, бо світ надто змінився. Ганно та група інших переконують уряд побудувати для них космічний корабель, за допомогою якого вони зможуть досліджувати Всесвіт. Він летить зі швидкістю, близькою до світлової, і безсмертні сподіваються знайти інше розумне життя. В польоті Ганно йде всупереч волі екіпажу і повертає корабель в іншому напрямку, за що стає вигнанцем.

## Змістроману
Роман згруповано у глави, окремо виділено — хронологія подій та примітки автора.
- Глава 1. Туле (складається з восьми частин) — у примітках вказано, що це ймовірно Південна Норвегія.
- Глава 2. Персики вічності.
- Глава 3. Собрат (складається з трьох частин).
- Глава 4. Смерть у Пальмірі (складається з сімнадцяти частин).
- Глава 5. Від долі не втечеш (складається з трьох частин).
- Глава 6. Випадкова зустріч.
- Глава 7. Одного поля ягоди (складається з п′яти частин).
- Глава 8. Прощавай, придворна служба.
- Глава 9. Привиди.
- Глава 10. У передгір′ях (складається з п′яти частин).
- Глава 11. Кошеня й кардинал.
- Глава 12. Останній амулет.
- Глава 13. Крокуючи за нетверезим гарбузом.
- Глава 14. Миротворці (складається з восьми частин).
- Глава 15. Зійшлись дорожки… (складається з п′яти частин).
- Глава 16. Таємна ніша.
- Глава 17. Місто сталі.
- Глава 18. Судний день (складається з шістнадцяти частин).
- Глава 19. Туле (складається з тридцяти чотирьох частин).

## Переклади іншими мовами
Роман перекладено цілою низкою інших мов:
- італійською «Gli immortali», 1991

- португальською «O Barco com um Milhão de Anos», 1992

- російською «Челн на миллион лет», 1996

- іспанською «La nave de un millon de anos», 2006

Українською мовою станом на 2021 рік не перекладався.